# Psila longipennis
Psila longipennis är en tvåvingeart som först beskrevs av Seguy 1936.  Psila longipennis ingår i släktet Psila och familjen rotflugor. Inga underarter finns listade i Catalogue of Life.